# Europa kalder
|  | Denne artikel er oprettet af botten Steenthbot ud fra en ekstern database. Den kan derfor have sproglige fejl eller mangler. Denne skabelon kan fjernes efter kontrol af indholdet. |

Europa kalder er en dansk dokumentarisk optagelse fra 1953.

## Handling
Magasin du Nords store udstilling "Europa kalder", som Europabevægelsens Danske Råd stod bag, agiterer for én valuta, ét toldområde og ét marked med det formål at øge velstanden i de enkelte lande. Den åbnes af fhv. minister Frode Jacobsen, den engelske politiker Mr. McCay og udenrigsminister Ole Bjørn Kraft. Udstillingen skulle sætte fokus på de 14 europæiske lande, som kunne indgå i et europæisk samarbejde. Udstillingen varede i 14 dage og bestod dels af et udstillingsskib på Bremerholm Torv, dels af udstilling i vinduerne og dels af 14 stande fordelt i forretningen på Kongens Nytorv. Hver stand repræsenterede et land med statistiske oplysninger, flag, statsoverhoved, samhandel og primære eksportprodukter. Udenfor blev der lavet en plakatudstilling på Kongens Nytorv.